# Mareas de medianoche
Mareas de medianoche (en inglés Midnight Tides) es el quinto volumen de la serie de fantasía épica Malaz: El Libro de los Caídos del autor canadiense Steven Erikson. Aunque es parte de un universo más grande, solo tiene referencias limitadas a los libros anteriores. Sin embargo, no es un volumen independiente ya que los eventos de los libros Reaper's Gale y Dust of Dreams continúan la trama iniciada en este libro.
La novela se publicó por primera vez en el Reino Unido el 1 de marzo de 2004. La primera edición estadounidense salió el 17 de abril de 2007.

## Introducción a la trama
Mareas de medianoche tiene lugar en un continente llamado Lether, ubicado en el otro extremo del mundo al Imperio de Malaz y desconocido para él. El libro está ambientado en una época anterior al primer libro de la serie, Los jardines de la Luna.

## Resumen de la trama

### Prólogo
La novela comienza con las secuelas de una batalla masiva entre la alianza de Tiste Edur, dirigidos por Scabandari Ojodesangre, y Tiste Andii, dirigidos por Silchas Ruina, en contra algunos K'Chain Che'Malle. El intrigante Scabandari masacra a sus antiguos aliados Tiste Andii para así reclamar la tierra conquistada para los Tiste Edur.
Más tarde, un herrero llamado Asimismo es arrastrado a una playa, donde entra al servicio del Dios Tullido para forjar una espada.

### Exposición
Muchos años después de esto, las tribus Tiste Edur, recientemente unificadas bajo el Rey Hechicero, se reunirán con una delegación del reino de Lether para discutir un tratado. Los Letherii son una sociedad expansionista con reputación de ser traicioneros. Se demuestra que esta reputación está bien ganada cuando los barcos mercantes letherii comienzan una captura ilegal de focas en el territorio Edur. Trull Sengar es testigo de esto y le dice al Rey Hechicero, quien con la ayuda de sus aprendices, destruye los barcos. Los Edur han adquirido muchos esclavos a lo largo de los años, incluidos Letherii. Una noche, mientras los Edur están en una reunión del consejo, una esclava vidente llamada Bruja de la Pluma realiza una predicción, en donde un esclavo de la familia Sengar llamado Udinaas es herido por un Wyval.
Mientras tanto, en Letheras, la capital de Lether, Tehol Beddict vive en una casa con su sirviente, Bicho. Tehol hizo una fortuna con el equivalente Letherii de la bolsa de valores, pero luego la perdió misteriosamente. Ahora duerme en el techo de esta casa, con sus posesiones disminuyendo gradualmente. Lo que nadie más en Lether sabe es que Tehol no perdió su dinero y aún controla numerosos negocios en Lether. Está llevando a cabo un complot para derribar la economía de Lether. El hermano de Tehol, Brys, es el guardaespaldas personal del rey. La ciudad de Lether se está preparando para el cumplimiento de una profecía que establece que en el Séptimo Cierre el rey se convertirá en emperador.

### Ascenso del emperador
Para aumentar su poder, el Rey Hechicero envía a Trull Sengar y sus hermanos Temor, Binadas y Rhulad en una búsqueda para recuperar una espada, se les exige que la devuelvan sin dejar que entre en contacto con su piel. Finalmente llegan a una estera de hielo que sostiene la espada. Allí son atacados por una tribu de soletaken conocida como Jheck. Rhulad toma la espada en combate y muere mientras la porta.
Los hermanos Sengar regresan con el cadáver de Rhulad. El cadáver no suelta la espada, lo que provoca una disputa entre el Rey Hechicero y los Sengar. Mientras su cuerpo se prepara para su funeral, Rhulad regresa de entre los muertos a través de las maquinaciones del dios Tullido. Con la ayuda del esclavo Udinaas, Rhulad recupera la cordura y toma el poder sobre los Edur. Expulsa a la delegación de Letherii y comienza los preparativos para la guerra. Casco Beddict, sin embargo, se queda y jura lealtad a Rhulad, dándole a los Edur información valiosa para la guerra contra los Letherii.

### Lether
Los planes de Tehol Beddict comienzan a concretarse. Evacúa a los ciudadanos no letherii de la ciudad, supera en astucia a Gerun Eberict y mantiene a sus socios burlados. El rey Diskanar se corona a sí mismo como Emperador, mientras que las fuerzas Letherii bajo el mando de la reina y el príncipe son derrotadas y destruidas en la batalla.
Desconocido para la mayor parte de la ciudad, se están gestando problemas en la Casa Azath de Lether. La casa, que contiene a Silchas Ruina junto con muchos otros individuos poderosos, está muriendo, y confía a una niña no muerta, que contiene el alma dormida de un Forkrul Assail para alimentarla con sangre y mantener al Azath con vida. Más tarde, varios seres escapan, solo para ser atacados por Bicho, el misterioso sirviente de Tehol Beddict.

### Conquista
Simultáneamente, los Edur entran en la ciudad y marchan hacia el Domicilio Eterno (el palacio). En su camino hacia allí, el Wyval que habita en Udinaas toma el control de él y lo obliga a abandonar el ejército Edur. Rhulad muere más tarde en combate pero vuelve de nuevo a la vida. Abandonado por Udinaas, cae en un estado de locura. Los Edur toman con éxito el Domicilio Eterno, a pesar de la resistencia del ceda Kuru Qan y Brys Beddict. Trull Sengar mata al ceda y Brys desafía a Rhulad. Brys incapacita a Rhulad sin matarlo. El resto de los Edur no se atreven a matar a su emperador, por lo que yace en el suelo gritando. El emperador Diskanar, recién coronado, se suicida con vino envenenado, ya que esperaba perder. Al mutilar a Rhulad, Brys es empujado por el Errante, un Ascendente que se hacía pasar por el primer consorte de la reina, a beber del cáliz envenenado, y así muere. Durante el transcurso de su vida, Brys una vez había salvado a un guardián de las almas muertas que vivían bajo el mar. Tras su muerte, el guardián vino a llevárselo y, mientras lo hacía, mató a Rhulad por piedad. Sin embargo, Bruja de la Pluma encuentra un dedo que Brys perdió en su batalla con Rhulad. Trull y Temor huyen, aunque no juntos.
De regreso a la casa Azath, en medio de una feroz batalla, Udinaas llega y libera a Silchas Ruina. Silchas ayuda a destruir a las otras criaturas de la casa. Trull decide regresar con Rhulad para ayudarlo a recuperar la cordura. Mientras tanto, Tehol es atacado y casi asesinado. Su hermano Casco es asesinado por traicionar a los Letherii. Bicho, revelándose como el dios mayor de los mares, Mael, salva a Tehol.

## Recepción de la crítica
Los críticos han elogiado la construcción del mundo de Erikson, así como su caracterización, señalando que es la obra más significativa de fantasía épica desde las Crónicas de Thomas Covenant, el Incrédulo de Stephen R. Donaldson. Erikson vuelve a visitar varios temas utilizados en sus novelas anteriores. Publishers Weekly señaló que "... los lectores con un gusto por las epopeyas masivas de alta fantasía darán la bienvenida a la quinta entrada de Erikson en su saga Malaz: El Libro de los Caídos, aunque este volumen en gran medida trata sobre la calma entre las tormentas".